# Dänische Fußballnationalmannschaft (U-17-Juniorinnen)
Die dänische U-17-Fußballnationalmannschaft der Frauen (dänisch: Pigelandsholdet) repräsentiert Dänemark im internationalen Frauenfußball. Die Nationalmannschaft untersteht der Dansk Boldspil-Union und wird von Claus Struck trainiert.
Die Nationalmannschaft bestritt 1988 ihr erstes Spiel und nimmt seit 2007 an den Qualifikationen zur U-17-Fußball-Europameisterschaft der Frauen teil. Gleich bei der ersten Teilnahme konnten sich die Däninnen für die Endrunde qualifizieren, wobei die Mannschaft Dritter wurde und sich für die U-17-Weltmeisterschaft 2008 qualifizierte. Dort wurde die dänische U-17-Auswahl Gruppensieger, verlor dann aber im Viertelfinale gegen den späteren Weltmeister Nordkorea mit 0:4. Danach konnte sie sich noch dreimal für die EM-Endrunde qualifizieren, eine weitere WM-Qualifikation gelang jedoch bisher nicht. Zuvor nahm Dänemark regelmäßig am Nordic Cup teil, der von 1998 bis 2007 mit U-17-Mannschaften ausgespielt wurde, wobei das Team das Turnier zweimal gewinnen konnte (1999 und 2002).

## Turnierbilanz

### Weltmeisterschaften
| Jahr   | Gastgeber           | Platzierung        |
| ------ | ------------------- | ------------------ |
| 2008   | Neuseeland          | Viertelfinale      |
| 2010   | Trinidad und Tobago | nicht qualifiziert |
| 2012   | Aserbaidschan       | nicht qualifiziert |
| 2014   | Costa Rica          | nicht qualifiziert |
| 2016   | Jordanien           | nicht qualifiziert |
| 2018   | Uruguay             | nicht qualifiziert |
| 2021 1 | Indien 1            | – 1                |
| 2022   | Indien              | nicht qualifiziert |

### Europameisterschaft
| Jahr   | Gastgeber               | Platzierung                                  |
| ------ | ----------------------- | -------------------------------------------- |
| 2008   | Schweiz                 | 3. Platz                                     |
| 2009   | Schweiz                 | nicht qualifiziert                           |
| 2010   | Schweiz                 | nicht qualifiziert                           |
| 2011   | Schweiz                 | nicht qualifiziert                           |
| 2012   | Schweiz                 | 3. Platz                                     |
| 2013   | Schweiz                 | nicht qualifiziert                           |
| 2014   | England                 | nicht qualifiziert                           |
| 2015   | Island                  | nicht qualifiziert                           |
| 2016   | Belarus                 | nicht qualifiziert                           |
| 2017   | Tschechien              | nicht qualifiziert                           |
| 2018   | Litauen                 | nicht qualifiziert                           |
| 2019   | Bulgarien               | Gruppenphase                                 |
| 2020 2 | Schweden 2              | – 2                                          |
| 2021 2 | Färöer 2                | – 2                                          |
| 2022   | Bosnien und Herzegowina | Gruppenphase                                 |
| 2023   | Estland                 | Liga A (nicht qualifiziert für die Endrunde) |

### Nordic Cup
| Jahr | Gastgeber   | Platzierung |
| ---- | ----------- | ----------- |
| 1998 | Dänemark    | 3. Platz    |
| 1999 | Niederlande | Sieger      |
| 2000 | Finnland    | 5. Platz    |
| 2001 | Norwegen    | 3. Platz    |
| 2002 | Island      | Sieger      |
| 2003 | Schweden    | 7. Platz    |
| 2004 | Dänemark    | 4. Platz    |
| 2005 | Norwegen    | 3. Platz    |
| 2006 | Finnland    | 5. Platz    |
| 2007 | Norwegen    | 7. Platz    |